# Disprosio
El disprosio es un elemento químico cuyo símbolo es Dy y su número atómico es 66. Es un metal de transición de color blanco plata, incluido en el grupo de los lantánidos o tierras raras. Fue identificado por primera vez en 1886 por Paul Émile Lecoq de Boisbaudran, pero no fue posible obtener una muestra pura hasta la década de 1950, con el método de intercambio iónico. En la naturaleza el disprosio se encuentra formado por 7 isótopos, y no existe en la corteza terrestre en forma aislada sino en compuestos junto con otros lantánidos.

## Propiedades

### Propiedades físicas

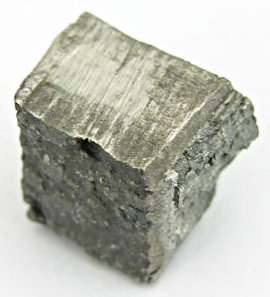
Muestra de disprosio.

El disprosio es una tierra rara que presenta brillo metálico plateado. Es tan blando que puede ser cortado con una navaja, y puede ser procesado por máquinas sin emitir chispas, si se evita el sobrecalentamiento. Sus propiedades pueden verse muy afectadas por cantidades muy pequeñas de impurezas.
El disprosio, después del holmio, posee el momento magnético más alto entre todos los elementos, especialmente a bajas temperaturas. Tiene un ordenamiento ferromagnético simple a temperaturas por debajo de los 85 K (−188,2 °C). Sobre dicha temperatura, se torna a un estado antiferromagnético helicoidal el cual todos los momentos atómicos en una capa de plano basal particular están en paralelo, y orientados en un ángulo fijo respecto a los momentos de las capas adyacentes. Este inusual antiferromagnetismo se trasforma en un estado de desorden (paramagnético) a 179 K (−94 °C).

### Propiedades químicas
El disprosio se empaña lentamente en el aire y se quema rápidamente para dar óxido de disprosio (III):
4 Dy + 3 O2 → 2 Dy2O3
Es bastante electropositivo y reacciona lentamente con el agua fría y bastante rápido con el agua caliente para formar hidróxido de disprosio (III), con reducción del hidrógeno del agua a hidrógeno molecular:
2 Dy (s) + 6 H2O (l) → 2 Dy(OH)3 (aq) + 3 H2 (g)
El disprosio metálico reacciona vigorosamente con todos los halógenos sobre los 200 °C:
2 Dy (s) + 3 F2 (g) → 2 DyF3 (s) [verde]
2 Dy (s) + 3 Cl2 (g) → 2 DyCl3 (s) [blanco]
2 Dy (s) + 3 Br2 (g) → 2 DyBr3 (s) [blanco]
2 Dy (s) + 3 I2 (g) → 2 DyI3 (s) [verde]
Además se disuelve rápidamente en ácido sulfúrico diluido para formar soluciones que contienen al ion Dy3+ en forma de complejo nonaaquo-disprosio (III), [Dy(OH2)9]3+, de color amarillo pálido:
2 Dy (s) + 3 H2SO4 (aq) → 2 Dy3+ (aq) + 3 SO42- (aq) + 3 H2 (g)
El compuesto resultante, sulfato de disprosio (III), es notoriamente paramagnético.

### Compuestos

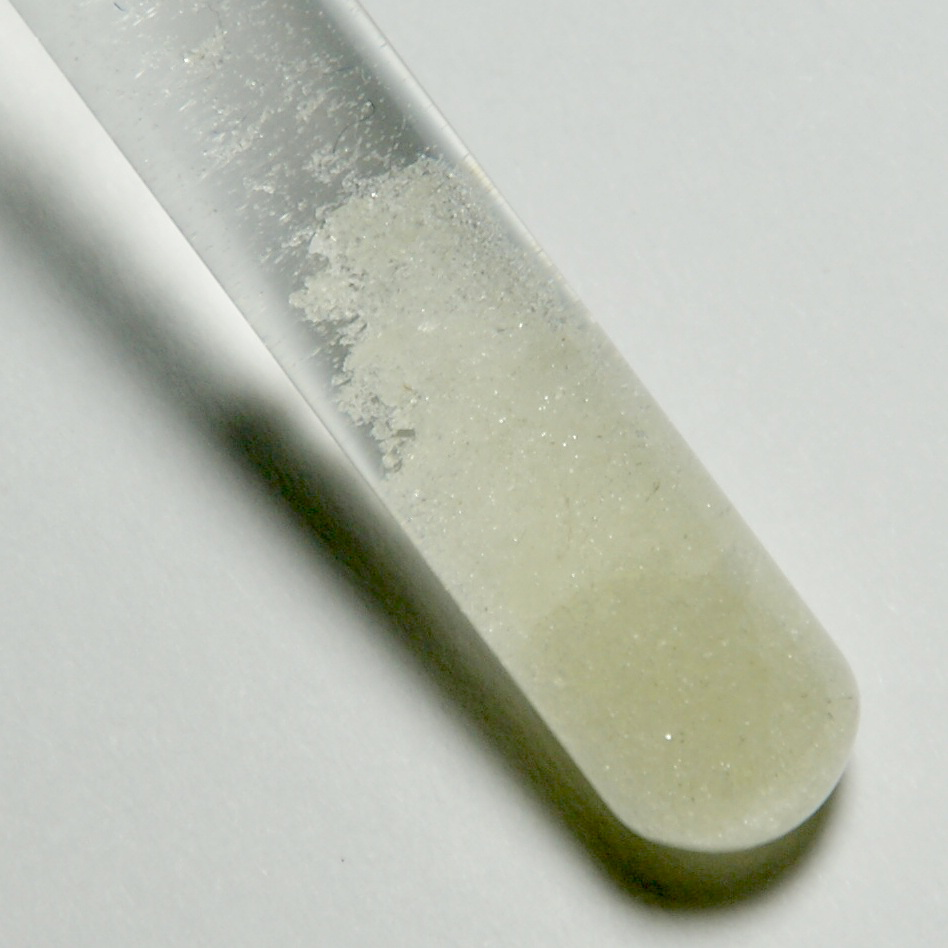
Sulfato de disprosio (III), Dy_{2}(SO_{4})_{3}

Los haluros de disprosio, como DyF3 y DyBr3, tienden a tomar colores amarillentos. El óxido de disprosio (III), también conocido como disprosia, es un polvo blanco que es altamente magnético, incluso más que el óxido de hierro.
El disprosio se combina con varios no metales a altas temperaturas para formar compuesto binarios, con estados de oxidación +3 y a veces +2, como por ejemplo DyN, DyP, DyH2 y DyH3; DyS, DyS2, Dy2S3 y Dy5S7; DyB2, DyB4, DyB6 y DyB12, así como Dy3C y Dy2C3.
El carbonato de disprosio (III), Dy2(CO3)3, y el sulfato, Dy2(SO4)3, resultan de reacciones similares. Muchos compuestos de disprosio son solubles en agua, aunque el carbonato de disprosio tetrahidratado (Dy2(CO3)3·4H2O) y el oxalato de disprosio decahidratado (Dy2(C2O4)3·10H2O) son ambos insolubles en agua.

### Isótopos
El disprosio natural está compuesto de 7 isótopos: 156Dy, 158Dy, 160Dy, 161Dy, 162Dy, 163Dy, y 164Dy. Todos ellos se consideran estables, a pesar de que 156Dy decae por desintegración alfa con una vida media de más de 1×1018 años. De los isótopos naturales, 164Dy es el más abundante correspondiendo a un 28 %, seguido por 162Dy con un 26 %. El menos abundante es 156Dy con 0.06 %.
Veintinueve radioisótopos han sido sintetizados, con masas atómicas que varían entre 138 y 173. El más estable de ellos es 154Dy con una vida media de aproximadamente 3×106 años, seguido por 159Dy con una vida media de 144.4 días. El menos estable es 138Dy con una vida media de 200 ms. Los radioisótopos que son más ligeros que los isótopos estables tienden a decaer principalmente por desintegración beta β+, mientras que aquellos que son más pesados tienden a decaer por desintegración β−, con algunas excepciones. 154Dy decae principalmente por desintegración alfa, y 152Dy y 159Dy decaen principalmente por captura electrónica. El disprosio tiene además al menos 11 isómeros metaestables, con masas atómicas entre 140 y 165. El más estable de ellos es 165mDy, el cual tiene una vida media de 1.257 minutos. 149Dy tiene dos isómeros metaestables, de los cuales el segundo, 149m2Dy, tiene una vida media de 28 ns.

## Historia
En 1878, se descubrieron minerales de erbio que contenían óxidos de holmio y tulio. En París en 1886 el químico francés Paul Émile Lecoq de Boisbaudran, mientras trabajaba con el óxido de holmio, consiguió separar óxido de disprosio a partir de este. Su procedimiento para separar el disprosio se basaba en disolver el óxido de disprosio en ácido, y luego añadir amoníaco para precipitar el hidróxido. Sin embargo sólo lo obtuvo a partir de su óxido después de 30 intentos. Por ello denominó disprosio al nuevo elemento, del griego dysprositos (δυσπρόσιτος), que significa "difícil de obtener". Aun así, el elemento no fue separado en una forma pura hasta después del desarrollo de las técnicas de intercambio de iones desarrolladas por Frank Spedding en la Universidad Estatal de Iowa a comienzos de la década de 1950.
Como anécdota, en 1950, Glenn T. Seaborg, Albert Ghiorso, y Stanley G. Thompson bombardearon 241Am con iones de helio, produciendo átomos con un número atómico 97 y que se parecía mucho a su vecino lantánido terbio. Debido a que terbio fue nombrado así por Ytterby, la ciudad en donde este y varios otros elementos fueron descubiertos, este nuevo elemento fue llamado berkelio por la ciudad en la cual fue sintetizado. Sin embargo, cuando el equipo de investigación descubrió el elemento 98, no pudieron pensar en una buena analogía con el disprosio, y en vez de eso nombraron al elemento californio por el estado en el cual fue sintetizado. El equipo de investigación llegó a señalar que "se nombró así en reconocimiento al hecho de que el disprosio fue nombrado sobre la base de una palabra griega que significa 'difícil de conseguir', así mismo a los buscadores de otro elemento hace un siglo atrás (el oro) les fue difícil conseguir ir a California."

## Presencia en la medio natural

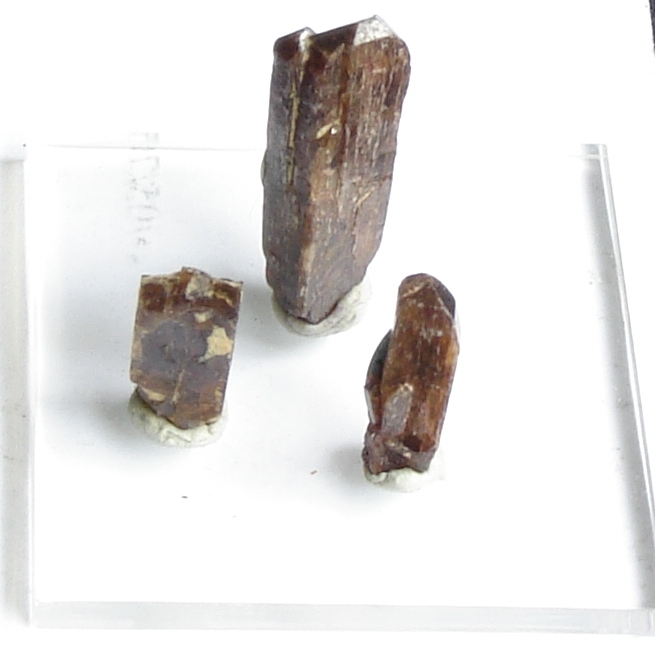
xenotima, uno de los minerales que contienen disprosio.

Si bien el disprosio nunca se encuentra como elemento libre, se encuentra en muchos minerales, incluidos xenotima, fergusonita, gadolinita, euxenita, policrasa, Aeschynita-(Y), monacita y bastnäsita, a menudo con erbio y holmio u otros elementos de tierras raras. Aún no se ha encontrado ningún mineral con predominio de disprosio (es decir, en el que el disprosio prevalece sobre otras tierras raras en la composición)
En la versión de estos con alto contenido de itrio, el disprosio resulta ser el más abundante de los lantánidos pesados, y comprende hasta entre el 7% y el 8% del concentrado (en comparación con aproximadamente el 65% del itrio). La concentración de Dy en la corteza terrestre es de aproximadamente 5,2 mg/kg y en el agua de mar de 0,9 ng/L.

## Aplicaciones
El disprosio se usa, en conjunción con vanadio y otros elementos, como componente de materiales para láseres; su alta sección eficaz de absorción de neutrones térmicos y su alto punto de fusión también sugieren su utilidad para barras de control nuclear. Un óxido mixto de disprosio y níquel forma materiales que absorben los neutrones y no se contraen ni dilatan bajo bombardeo de neutrones prolongado, y que se usan para barras de control en reactores nucleares. Algunos calcogenuros de disprosio y cadmio son fuentes de radiación infrarroja para el estudio de reacciones químicas. El disprosio también se usa en la fabricación de unidades de disco duro.

## Precauciones de uso
Como muchos polvos, el polvo de disprosio puede presentar un riesgo de explosión cuando se mezcla con el aire y cuando hay una fuente de ignición. Las láminas finas de la sustancia también pueden inflamarse por chispas o por electricidad estática. Los incendios de disprosio no pueden extinguirse con agua. Puede reaccionar con el agua y producir gas hidrógeno inflamable. Los fuegos de cloruro de disprosio pueden extinguirse con agua. El fluoruro de disprosio y el óxido de disprosio no son inflamables. El nitrato de disprosio, Dy(NO3)3, es un agente oxidante fuerte y puede encenderse rápidamente en contacto con sustancias orgánicas.
Las sales solubles de disprosio como el cloruro de disprosio y el nitrato de disprosio son ligeramente tóxicas si se ingieren. Basándose en la toxicidad de cloruro de disprosio en ratones, se estima que la ingesta de  500 gramos o más pueden ser letales para los humanos (en comparación: la dosis letal para envenenamiento por sal común de mesa es de 300 gramos para un humano de 100 kg de peso). Las sales insolubles de disprosio no son tóxicas.